# Belize ai Giochi della XXXIII Olimpiade
Il Belize ha partecipato ai Giochi della XXXIII Olimpiade che si sono svolti a Parigi dal 26 luglio all'11 agosto 2024, con una delegazione di 1 atleta uomo e 0 donne.

## Delegazione
| Sport            | Uomini | Donne | Totale |
| ---------------- | ------ | ----- | ------ |
| Atletica leggera | 1      | 0     | 1      |
| Totale           | 1      | 0     | 1      |

## Risultati

### Atletica leggera
| Q | Qualificato al turno successivo per la posizione in qualificazione                                                           |
| q | Qualificato per il turno successivo per ripescaggio o, negli eventi su campo, conquistando la misura minima per qualificarsi |

Maschile
Eventi su pista e strada
| Atleta     | Evento      | Batteria  | Batteria  | Semifinale      | Semifinale      | Finale          | Finale          |
| Atleta     | Evento      | Risultato | Posizione | Risultato       | Posizione       | Risultato       | Posizione       |
| ---------- | ----------- | --------- | --------- | --------------- | --------------- | --------------- | --------------- |
| Shaun Gill | 100 m piani | 11"17     | 6º        | Non qualificato | Non qualificato | Non qualificato | Non qualificato |